# Józef Śreniowski
Józef Jan Śreniowski (ur. 5 lutego 1947 r. w Łodzi) – działacz opozycji demokratycznej w PRL, członek Komitetu Obrony Robotników, członek założyciel KSS „KOR”, społecznik, analityk.

## Życiorys
Syn Stanisława Śreniowskiego (1912-1957), historyka prawa, profesora Uniwersytetu Łódzkiego i Krystyny Śreniowskiej, historyka, profesora Uniwersytetu Łódzkiego.
Z wykształcenia socjolog i etnograf. Usunięty ze studiów za organizowanie strajku studenckiego na Uniwersytecie Łódzkim w Marcu ’68.
Wszedł do Komitetu Obrony Robotników w listopadzie 1976 r., razem z Bogdanem Borusewiczem i był jednym z trzydziestu ośmiu członków KOR.
Członek założyciel Komitetu Samoobrony Społecznej „KOR”. Członek redakcji wychodzącego w latach 1977–1981 poza cenzurą Robotnika (wraz z Henrykiem Wujcem), współautor (z Janem Lityńskim) opublikowanej w lipcu 1979 r. Karty Praw Robotniczych.
W 1979 r. doprowadził w Łodzi do porozumienia działaczy różnych odłamów opozycji, m.in. KPN i pisma Puls - wspólnie podejmowali akcje w obronie ludzi represjonowanych.
W stanie wojennym internowany, ucieka z więzienia w Łowiczu i ukrywa się przez ponad dwa lata. Schronił się w Krakowie, gdzie założył jedną z największych podziemnych drukarni prasowych w kraju.
Aresztowany 22 października 1984. Skazany na dwa lata i cztery miesiące więzienia, z czego odsiedział dwa lata (w więzieniach w Braniewie i Łęczycy), prowadził głodówki protestacyjne m.in. w obronie księdza Sylwestra Zycha (Braniewo) i Czesława Bieleckiego (Łęczyca), dostarczał informacje z więzień prasie podziemnej m.in. "Biuletynowi Łódzkiemu". Po wyjściu pracuje jako cieśla i rolnik, w latach 90. – prywatny przedsiębiorca, krótko bezrobotny, obecnie analityk danych. Członek Stowarzyszenia Wolnego Słowa, członek założyciel Towarzystwa Gospodarczego Polska-Ukraina i przewodniczący sądu koleżeńskiego Towarzystwa.

## Odznaczenia
- Krzyż Komandorski Orderu Odrodzenia Polski – 2006[1]